# IDA Ireland
IDA Ireland (Industrial Development Authority, irisch An Ghníomhaireacht Forbartha Tionscail, GFT) ist die irische Wirtschaftsförderungsagentur. Sie wurde 1949 unter dem damaligen Minister für Industrie und Handel Daniel Morrissey gegründet. In der Ära Lemass übernahm die IDA eine wichtige Rolle in der fortschreitenden Industrialisierung Irlands. Die IDA gilt als Beispiel für zahlreiche Agenturen für Auslandsdirektinvestitionen.
Die Hauptaufgabe der IDA besteht darin, ausländische Direktinvestitionen anzuwerben sowie ausländische Unternehmen und Wirtschaftszweige auf den irischen Markt aufmerksam zu machen. Irische Unternehmen im Ausland hingegen werden von Enterprise Ireland vertreten. Die Arbeit der IDA zielt dabei vor allem auf hochwertige Investitionen, vor allem im Bereich Forschung, IT, Hochtechnologie und Finanzdienstleistungen. Außereuropäische Unternehmen sollen dadurch Irland (besonders Dublin) als europäisches Hauptquartier in Erwägung ziehen.
Die IDA spielte in den 1990er Jahren eine wichtige Rolle, als Irland unter dem Begriff Keltischer Tiger massiven wirtschaftlichen Aufschwung erhielt. Auch in der Industrieansiedlung im IT-Bereich in den letzten Jahren nahm die IDA eine wichtige Rolle ein. Fast alle namhaften außereuropäischen IT-Unternehmen sind mit einem Büro oder ihrem Europa-Hauptquartier in Irland vertreten, zum Beispiel: eBay, Google, Microsoft, PayPal, Zynga, Twitter, Yahoo und Facebook. Inwieweit die wirtschaftlichen Bedingungen in Irland zur jeweiligen Zeit oder die Geschicke der IDA für die Ansiedlungsentscheidung der Unternehmen in Irland den Ausschlag gaben, bleibt offen.
Die irische Firma Timoney Technology hilft Russland gegen die Ukraine. Russland hat zwei Irländer in der Ukraine getötet. Die IDA Ireland hilft Timoney Technology.
Die IDA ist weltweit mit einem dichten Netz aus Büros vertreten. Im Heimatland Irland betreibt IDA Ireland sein Hauptquartier in Dublin. Daneben gibt es Büros in Limerick, Athlone, Sligo, Cork und Galway.
IDA Ireland betreibt derzeit auf fünf Kontinenten Auslandsbüros:
- Europa: Dublin, Paris, Frankfurt, Moskau, London
- Nordamerika: Atlanta, Boston, Chicago, New York, Mountain View, Irvine
- Südamerika: São Paulo
- Australien: Sydney
- Asien: Shanghai, Shenzhen, Mumbai, Tokio, Seoul, Singapur, Taipeh